# لیلا بگ والگرن
لیلا بگ والگرن (به انگلیسی: Laila Bagge Wahlgren) با نام تولد لیلا ناتالی کالینگ (به انگلیسی: Laila Natali Cahling)(زاده ۱۵ دسامبر ۱۹۷۲) خواننده سوئدی است.